# Laguna (California)
Laguna es un lugar designado por el censo ubicado en el condado de Sacramento, en el estado estadounidense de California. En el año 2000 tenía una población de 34,309 habitantes y una densidad de 1965.4 personas por km². Laguna forma parte del área metropolitana de Sacramento–Arden-Arcade–Roseville.

## Geografía
Laguna se encuentra ubicada en las coordenadas 38°25′26″N 121°25′39″O / 38.42389, -121.42750. Según la Oficina del Censo, la ciudad tiene un área total de 17,5 km² (6,8 mi²), todos ellos tierra firme.

### Localidades adyacentes
El siguiente diagrama muestra las localidades adyacentes en un radio de 16 km a la redonda de Laguna.

## Demografía
Según la Oficina del Censo en 2000 los ingresos medios por hogar en la localidad eran de $67,447, y los ingresos medios por familia eran $70,804. Los hombres tenían unos ingresos medios de $51,604 frente a los $40,895 para las mujeres. La renta per cápita para la localidad era de $25,280. Alrededor del 4.3% de la población estaban por debajo del umbral de pobreza.